# My Little Television
My Little Television (en hangul, 마이 리틀 텔레비전) es un programa de televisión de entretenimiento de Corea del Sur que se emite desde febrero de 2015 por el canal MBC y presenta una transmisión personal por Internet similar a afreecaTV, Twitch o Daum tvPot. El programa está inspirado en los servicios de transmisión en tiempo real, valorando la comunicación con los espectadores.

## Formato
El programa es presentado por Seo Yu-ri y tiene el formato de una competencia entre el elenco de invitados principales en cada capítulo, en función de su rendimiento de transmisión en Internet. Su primera temporada se transmitió también por internet a través de Kakao TV (transmisión en vivo sin procesar de 'canales' de elencos principales / tiempo aleatorio los domingos (KST) cada 2 semanas), y por televisión todos los sábados a las 23:15 hrs., desde el comienzo del programa, el 25 de abril de 2015. La primera temporada terminó el 10 de junio de 2017 con 101 episodios transmitidos (más 2 episodios pilotos) y 50 programas transmitidos en línea.
La temporada 2 del programa fue conducido por Kim Gu-ra y An Yu-jin del grupo Iz*One, y comenzó a transmitirse ahora también a través de la plataforma Twitch los días sábados cada 2 semanas, así como a través de MBC todos los viernes a las 21:50 hrs. (KST) a partir del 29 de marzo de 2019. MBC anunció que la transmisión del programa en el canal de televisión cambiaría su horario de transmisión a los lunes a las 21:50 hrs. (KST) a partir del 21 de octubre de 2019.
El 2 de enero de 2020, MBC confirmó que el programa tendría su última sesión de transmisión en vivo el 4 de enero, y el episodio final en MBC se transmitiría el 20 de enero.

## Temporadas
| Temporada | Temporada | Episodios | Emisión original      | Emisión original    |
| Temporada | Temporada | Episodios | Primera emisión       | Última emisión      |
| --------- | --------- | --------- | --------------------- | ------------------- |
|           | 1         | 103       | 22 de febrero de 2015 | 10 de junio de 2017 |
|           | 2         | 41        | 29 de marzo de 2019   | 20 de enero de 2020 |

## Controversias
En noviembre de 2015, el grupo femenino Twice apareció en el programa, y la miembro de Taiwán Tzuyu se presentó como taiwanesa y sostuvo la bandera de la República de China junto con la de Corea del Sur. También se mostró la bandera japonesa, que representaba la nacionalidad de otras miembros del grupo.
Inicialmente no hubo reacciones al incidente, pero después de que el cantante nacido en Taiwán y radicado en China, Huang An, recurriera a su cuenta de Sina Weibo y acusara a Tzuyu de ser una activista por la independencia de Taiwán, llevó a los usuarios de Internet en China continental a reaccionar con enojo hacia las acciones de la artista, acusándola de "beneficiarse de su audiencia de China continental mientras mantenía una postura independentista". Poco después, Twice fue excluido de la televisión china, mientras que Tzuyu fue retirada de su acuerdo de patrocinio con la corporación de comunicaciones china Huawei y todas sus actividades en China fueron suspendidas.
El 15 de enero de 2016, el día antes de las elecciones generales de Taiwán, el CEO de JYP Entertainment, Park Jin-young, se disculpó con los medios chinos a través de su cuenta de Weibo, y JYP publicó un vídeo de Tzuyu leyendo una disculpa, que incluía la declaración:
Solo hay una China, los dos lados del estrecho son uno y siempre me he sentido orgullosa de ser china. Me disculpo mucho con mi compañía y con los amigos de Internet a ambos lados del estrecho por el daño que he causado, y también me siento muy culpable.
Como muchos creyeron que la declaración se hizo bajo coacción, el vídeo de disculpa enfureció al público taiwanés el día de las elecciones. El incidente atrajo la atención internacional ya que se cree que afectó las Elecciones generales de la República de China de 2016, que fueron ganadas por Tsai Ing-wen y el Partido Progresista Democrático (PPD) a favor de la independencia por un amplio margen. Si bien el PPD ya lideraba las encuestas meses antes de las elecciones, una encuesta consideró que la disculpa en vídeo de Tzuyu afectó la decisión de alrededor de 1.34 millones de votantes jóvenes, ya sea persuadiéndolos para votar o cambiar sus votos. Los estudiosos creen que el incidente probablemente contribuyó con uno o dos puntos porcentuales al margen de la victoria de Tsai.

## Otras versiones
| País           | Nombre               | Conductor(a)     | Canal                                     | Transmisión                                    |
| -------------- | -------------------- | ---------------- | ----------------------------------------- | ---------------------------------------------- |
| Tailandia      | Battle TV สถานีแข่งไลฟ์ | Krit Sripoomseth | YouTube Live, Facebook Live, Workpoint TV | 13 de junio de 2017 - 13 de septiembre de 2017 |
| Estados Unidos | Celebrity Show-Off   | Mayim Bialik     | TBS                                       | 23 de junio de 2020                            |

## Premios y nominaciones
| Año  | Premio                   | Categoría                                           | Receptor      | Resultado | Ref.   |
| ---- | ------------------------ | --------------------------------------------------- | ------------- | --------- | ------ |
| 2019 | MBC Entertainment Awards | Top Excellence Award in Variety Category (Femenino) | Kim Soo-mi    | Nominado  | [ 13 ] |
| 2019 | MBC Entertainment Awards | Rookie Award in Variety Category (Masculino)        | Jang Sung-kyu | Ganador   | [ 13 ] |
| 2019 | MBC Entertainment Awards | Rookie Award in Variety Category (Femenino)         | Kim Sohyi     | Nominado  | [ 13 ] |
| 2019 | MBC Entertainment Awards | Multi-tainer Award                                  | Pengsoo       | Nominado  | [ 13 ] |